# Гугл тренутно
Гугл тренутно (енгл. Google Now) је била функција у оквиру мобилне апликације Гугл претраживача за Андроид и iOS. Гугл тренутно је користио природни језички интерфејс како би одговарао на питања, давао препоруке и извршавао задате команде. Процењена вредност развијања апликације је 75 милиона америчких долара. Први пут је био укључен у Андроид 4.1 који је представљен 9. јула 2012.

## Историјат
Пошто је Епл у септембру 2011. године представила уређај ајфон 4С, са сличним говорним асистентом Сири који је у стању да препознаје природни људски говор, те да адекватно реагује на њега, очекивало се да конкуренција реагује на адекватан начин, односно да ће представити сопствену одговарајућу апликацију. Као један од највећих Еплових конкурената, Гугл је незваничним каналима најавио да ће „Маџел“ (како се пројекат тада звао) бити надоградња већ постојеће апликације Google Voice Actions, али да ће бити базирана на тзв. природном говору, те да програму неће више морати да се задају специфичне наредбе („пошаљи поруку“, „позови“). У децембру 2011. године, Гугл је купио компанију специјализовану за виртуелне асистенте, „Клевер сенс“, за коју се верује да игра једну од кључних улога у развоју пројекта.

### Питање назива
Ранији назив, „Маџел“, апликација је добила по глумици Маџел Берет-Роденбери, чувеној по улози болничарке у серији Звездане стазе.. Ипак, 2. марта 2012, портал Тек Кранч је пренео да ће се пројекат звати једноставно „Асистент“.